# Uygur
Uygur ist ein türkischer männlicher und weiblicher Vorname sowie Familienname mit der Bedeutung „kultiviert, zivilisiert“.

## Namensträger

### Familienname
- Barış Uygur (* 1978), türkischer Schriftsteller, Journalist und Drehbuchautor
- Burak Uygur (* 1995), türkischer Karatesportler
- Cenk Uygur (* 1970), türkisch-US-amerikanischer Radio- und Internetmoderator und politischer Aktivist
- Nejat Uygur (1927–2013), türkischer Komiker und Schauspieler